# 23–24 Leinster Gardens

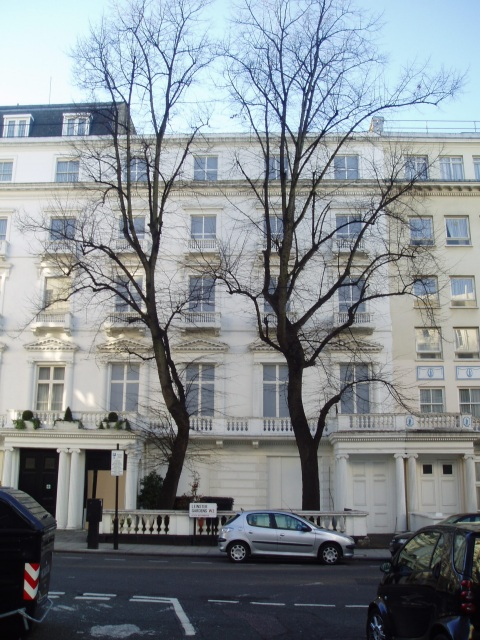
23–24 Leinster Gardens mit grau aufgemalten Fenstern

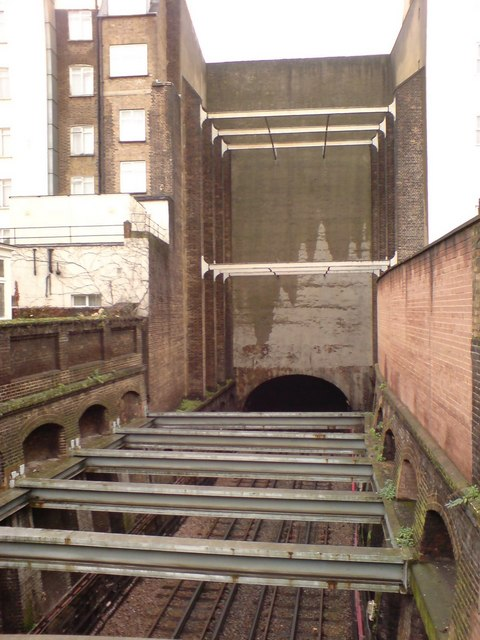
Die Rückseite, von Porchester Terrace gesehen

23–24 Leinster Gardens ist eine Adresse im Londoner Stadtteil Bayswater, an deren Stelle sich nur die Fassade eines Hauses mit aufgemalten Fenstern und falschen Türen ohne Briefschlitze befindet.

## Geschichte
1868 wurde von der Metropolitan Railway die Tunnelstrecke zwischen Paddington und Gloucester Road eröffnet. Kondensationslokomotiven hatten zwar schon für eine Reduzierung des Abdampfs gesorgt, offene Streckenabschnitte waren aber dennoch vonnöten, um Dampf ablassen zu können. Daher wurde zwischen den Stationen Paddington und Bayswater das Gebäude 23–24 Leinster Gardens abgerissen, sodass der Tunnel eine etwa 40 Meter lange Öffnung erhalten konnte. Um keine Lücke in der geschlossenen Reihe fünfstöckiger Häuser dieser gehobenen Wohngegend zu hinterlassen, wurde eine etwa anderthalb Meter dicke Fassade hochgezogen, die denen der tatsächlichen Häuser gleicht. Einer anderen Quelle zufolge soll sich hinter der Fassade ein enger Raum mit einem Stuhl und einer Wanduhr befinden.
Auf der parallel zu Leinster Gardens verlaufenden Porchester Terrace verhindert nur eine Mauer den Blick auf die Gleise der U-Bahn. Von dort sind die Rückseite der Fassade in Leinster Gardens und Stahlstreben, die an der Tunnelöffnung stehende Gebäude und die Tunnelwände abstützen, zu sehen.
In den frühen 1930er Jahren verkaufte ein Betrüger zum Preis von 10 Guineen Eintrittskarten für einen Wohltätigkeitsball, der in 23–24 Leinster Gardens stattfinden sollte. Erst als die Käufer in Abendgarderobe dort ankamen, erkannten sie den Betrug.
In der Episode Sein letzter Schwur der BBC-Fernsehserie Sherlock ist 23–24 Leinster Gardens eines von Sherlock Holmes’ Verstecken.
Ähnliche Scheingebäude sind 145, Rue La Fayette im 10. Arrondissement von Paris, wo die Hausfassade einen Lüftungskamin der Réseau express régional d’Île-de-France (RER) verdeckt, oder 58 Joralemon Street in Brooklyn (New York), hinter dessen Fassade sich seit 1908 eine U-Bahn-Belüftung und ein Notausgang für die Linien 4 und 5 der New York City Subway verstecken.